# Курилова, Зоя Васильевна
Зоя Васильевна Курилова — советский хозяйственный и государственный деятель, лауреат Государственной премии СССР за выдающиеся достижения в труде.

## Биография
Родилась в 1944 году в Омской области. Член КПСС.
В 1961—1999 годах — швея-мотористка, мастер и профгрупорг швейного цеха производственного комбината Омского облпотребсоюза.
За большой личный вклад в расширение услуг и повышение качества обслуживания населения была в составе коллектива удостоена Государственной премии СССР за выдающиеся достижения в труде 1988 года.
Жила в Омске.

## Награды
- Орден Трудовой Славы II степени
- Орден Трудовой Славы III степени